# Aleksandra Wachowicz
Aleksandra „Ola“ Wachowicz (* 17. Juni 1992 in Warschau) ist eine polnische Beachvolleyball- und ehemalige Volleyballspielerin.

## Karriere Halle
An der Maria-Konopnicka-Schule war die gebürtige Warschauerin in ihrem Volleyballteam eine der Führungspersönlichkeiten. So wurde sie 2009 zur besten Angreiferin ihres Jahrgangs gewählt. Zwei Jahre später in ihrem letzten Schuljahr war sie wiederum die beste Angreiferin und zusätzlich wertvollste Spielerin ihrer Mannschaft. Parallel dazu spielte sie in der polnischen U20 Liga und erreichte mit LTS Legionovia Legionowo den sechsten Platz. Seit 2008 war sie darüber hinaus in der Juniorennationalmannschaft ihres Heimatlandes aktiv.
2011 setzte Aleksandra Wachowicz ihre Hallenkarriere an der St. John’s University in New York City fort. Schon als Freshman war sie die viertbeste Angreiferin des Red Storm, wie die Sportteams der Hochschule genannt wurden. Weitere Höchstleistungen gelangen ihr als Sophomore und als Junior und sie erhielt verschiedene Auszeichnungen wie die Wahl ins Capital One Academic All-District First Team. Nach einem weiteren Studienjahr an der New Yorker Uni verließ die Polin die Hochschule als drittbeste Punktesammlerin aller Zeiten bei Angriffsschlägen in der Geschichte von St. John’s sowie als zehntbeste Aufschlägerin.

## Karriere Beach
Anschließend wechselte Wachowicz an die Grand Canyon University. Als Redshirt Senior konzentrierte sie sich auf ihre Karriere in Sand. Mit Molly Turner als Partnerin an Nummer zwei in ihrem Team gesetzt, erreichten die beiden Athletinnen eine Bilanz von 18:8 Siegen und gewannen dabei die ersten acht Spiele des Jahres 2016.
In den ersten Jahren als Beachprofi agierte Ola sowohl bei AVP- als auch bei FIVB-Veranstaltungen mit mäßigem Erfolg. Bei nationalen Veranstaltungen in ihrem Heimatland stand sie 2018 gemeinsam mit Kinga Legieta einmal auf der obersten Stufe des Podestes und weitere zwei Male im Finale, davon einmal als polnische Vizemeisterin. Diesen Erfolg konnte sie eine Saison später mit Jagoda  wiederholen, mit der sie auch zweimal im Achtelfinale bei Zwei-Sterne-Events in China war. Zuvor hatte noch sie mit ihrer damaligen Partnerin Monika Brzostek ebenfalls bei einem Zwei-Sterne-Wettbewerb im Reich der Mitte die Runde der letzten Acht erreicht.
Seit Anfang 2022 war Gruszczyńska ihre ständige Partnerin. Die beiden gewannen in diesem Jahr die polnische Meisterschaft sowie ein weiteres Turnier in ihrem Heimatland und standen im Viertelfinale des Elite 16 in Torquay sowie der Challenge Wettbewerbe auf den Malediven und eine Spielzeit später im brasilianischen Saquarema. Anschließend gewannen sie mit der polnischen Nationalmannschaft die Qualifikation zum CEV Beachvolleyball Nations Cup 2023 in der Gruppe F. In der gleichen Saison erreichten sie die Runde der besten acht Duos beim Challenge in Espinho und beim Elite16 in Montreal. Danach erkämpften sie ihren zweiten gemeinsamen Landesmeistertitel in Folge. Bei der EM blieben sie sieglos. Bei der WM scheiterten sie zwei Monate später in der ersten Hauptrunde an den amtierenden Europameisterinnen Brunner/Hüberli. 2024 waren geteilte neunte Plätze bei Challenge Turnieren in Guadalajara und Xiamen sowie ein Futures Sieg in Madrid die besten Resultate. Mit der polnischen Nationalmannschaft schieden sie bei der Nations Cup Finalrunde in Jūrmala im Viertelfinale aus und verpassten damit die Olympischen Spiele in Paris. Bei der Europameisterschaft in den Niederlanden erreichten die Polinnen Platz neun.
Nachdem Gruszczyńska (jetzt Śliwka) pausiert, startete Wachowicz ab September 2024 mit der erst 18-jährigen Julia Radelczuk. Die Polinnen standen im Finale des Futures ihrer Hauptstadt, meisterten die beiden Qualifikationsrunden beim Elite16 in Rio de Janeiro, blieben dort allerdings im Hauptwettbewerb sieglos, und belegten nach ebenfalls überstandener Vorausscheidung, dem dritten Rang im Pool sowie dem Sieg in der ersten Hauptrunde gegen die Australierinnen Fejes / Milutinovic den geteilten siebten Platz in der Endabrechnung beim Challenge in Chennai. Seit 2025 ist die Erfahrenere des Duos mit der in Bulgarien geborenen US-Amerikanerin Violeta Slabakova auf nationalen Veranstaltungen unterwegs.

## Sonstiges
Nach ihrem Abschluss am Maria-Konopnicka-Lyceum entschied sich Wachowicz für ein Management-Studium in den Vereinigten Staaten. Die vier Jahre an der St. John’s in New York schloss sie mit dem Bachelor of Science in Business Management and Administration ab. Ein Jahr später an der Grand Canyon University in Phoenix Arizona erreichte sie den akademischen Grad als MBA.